# Else Otten

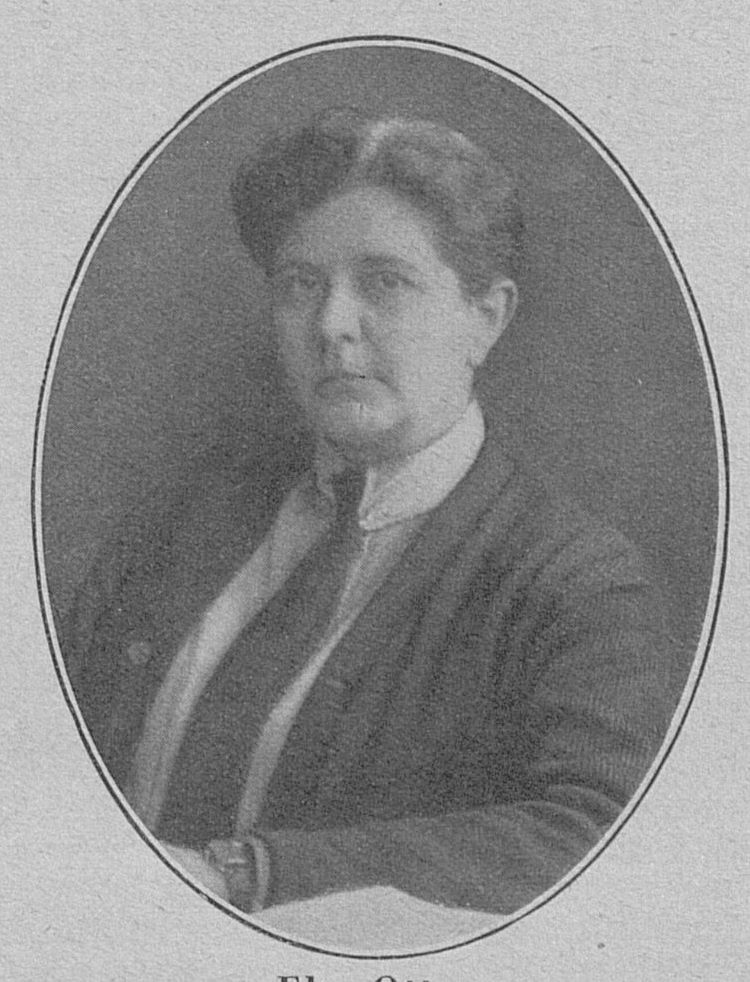
Else Otten

Else Otten (* 27. Oktober 1873 in Amsterdam; † 22. Januar 1931 in Düsseldorf) war eine niederländische literarische Übersetzerin.

## Leben
Else Otten war die Tochter eines Arztes. Während Else Ottens Kindheit wechselte die neunköpfige Familie mehrfach den Wohnsitz; nach Aufenthalten in Zürich, Karlsruhe und Frankfurt am Main lebten die Ottens ab 1890 in Berlin. Dort besuchte Else Otten das Gymnasium bis zur Unterprima. Ihr Wunsch, an einer Universität Literaturwissenschaft zu studieren, ließ sich nicht erfüllen; sie ging stattdessen nach Frankreich, wo sie ihre Französischkenntnisse perfektionierte. Nach ihrer Rückkehr nach Berlin gab sie dort privaten Französischunterricht und lernte daneben Englisch und Spanisch. Ab 1895 veröffentlichte sie Übersetzungen.
Else Otten pflegte Kontakte zu zahlreichen niederländischen Autoren ihrer Zeit, insbesondere zur Schriftstellerin Augusta de Wit und zum Sozialreformer Frederik van Eeden. Ab 1911 lebte Else Otten in Berlin mit der Sängerin Helene Siegfried zusammen; zeitweise hielten sich beide auch in Siegfrieds Anwesen, dem Hüsli, im Schwarzwaldort Rothaus auf.
Else Otten übersetzte zahlreiche erzählende Werke, Theaterstücke und Gedichte aus dem Niederländischen ins Deutsche und leistete damit einen bedeutenden Beitrag zu den niederländisch-deutschen Literaturbeziehungen. Sie übersetzte daneben auch aus dem Englischen, Französischen und Spanischen. Besonders erfolgreich waren Ottens Übertragung des feministischen Romans Frauen, die den Ruf vernommen von Cécile de Jong van Beek en Donk sowie in den Zwanzigerjahren ihre Übersetzungen der Werke des Romanciers Louis Couperus.
Der seit 2000 alle zwei Jahre vom Flämischen Literaturfonds und der Niederländischen Stiftung für Literatur vergebene Preis für Übersetzungen aus dem Niederländischen ins Deutsche trägt zu ihrem Andenken den Namen Else-Otten-Übersetzerpreis.

## Übersetzungen
- Jo van Ammers-Küller: Maskerade, Leipzig 1929
- Jo van Ammers-Küller: Der stille Kampf, Leipzig 1928
- Leo Balet: Im Banne der Berufung, Kempten 1920
- Thorkil Barfod: Der blaue Schmetterling, Berlin 1927, übersetzt zusammen mit Ida Jacob-Anders
- Hendrik Beeke: Der Durst nach Schönheit, Leipzig 1908
- Henri Borel: Liliane, München 1903
- Henri Borel: Ein Traum, Berlin 1905
- Edward Bulwer Lytton: Die letzten Tage vom Pompeji. Leipzig 1912
- Barend Canter: Fahrendes Volk. Berlin 1908
- Luis Coloma: Die gekrönte Märtyrerin. 2 Bde. Berlin 1902
- Luis Coloma: Gottes Hand, Berlin 1903
- Louis Couperus: Am Wege der Freude, Berlin 1920
- Louis Couperus: Aphrodite in Ägypten, Berlin 1920
- Louis Couperus: Babel, Berlin 1920
- Louis Couperus: Dionysos, Leipzig 1920
- Louis Couperus: Heliogabal, Frankfurt 1916
- Louis Couperus: Herakles, Berlin 1923
- Louis Couperus: Iskander, Leipzig 1925
- Louis Couperus: Japanische Streifzüge, Berlin-Schöneberg 1929
- Louis Couperus: Die Komödianten, München 1919
- Louis Couperus: Die Lebenskurve, Berlin 1921
- Louis Couperus: Lucrezia Borgia, Leipzig 1926
- Louis Couperus: Majestät, Dresden 1895
- Louis Couperus: Novellen, 2 Bde. Berlin 1897
- Louis Couperus: Psyche, Leipzig 1924
- Louis Couperus: Das schwebende Schachbrett, Berlin 1921
- Louis Couperus: Der Unglückliche, München 1921
- Louis Couperus: Die unsichtbare Hand, Leipzig 1928
- Louis Couperus: Unter Javas Tropensonne, Berlin 1926
- Louis Couperus: Der verliebte Esel, Berlin 1920
- Louis Couperus: Xerxes oder Der Hochmut, Berlin 1919
- Charles De Coster: Die Hochzeitsreise, Berlin 1927
- Frederik van Eeden: Die freudige Welt, Berlin 1907
- Frederik van Eeden: Ist Kommunismus ein Traum?, Berlin 1908
- Frederik van Eeden: Johannes der Wanderer, Berlin 1908
- Frederik van Eeden: Der kleine Johannes. 3 Bde. Berlin 1906
- Frederik van Eeden: Lioba, Berlin 1912 (übersetzt zusammen mit Armin Petersen)
- Frederik van Eeden: Die Nachtbraut, Berlin 1909
- Frederik van Eeden: Wie Stürme segnen, Berlin 1907
- Frederik van Eeden: Ysbrand, Berlin 1908
- Hermann van den Eerenbeemt: Malmstroem, Amsterdam 1922
- John Habberton: Helen’s Kinder und Anderer Leute Kinder, Leipzig 1919
- Herman Heijermans: Bluff, Berlin 1926
- Herman Heijermans: Eva Bonheur, Berlin 1925
- Herman Heijermans: Schande, Berlin 1907
- Joris-Karl Huysmans: Stromabwärts, Berlin 1925
- Jozef Israëls: Rembrandt, Berlin 1906
- Cécile de Jong van Beek en Donk: Es kommt der Tag ... Berlin 1907
- Cécile de Jong van Beek en Donk: Frauen, die den Ruf vernommen, Berlin 1907
- Guy de Maupassant: Zur See. Paris 1899
- Justus van Maurik: Ein Journalistenstreich und andere Humoresken, Leipzig 1896
- Justus van Maurik: Mein Vortragsabend und andere Humoresken, Leipzig 1904
- Joseph Maria van Mens: Jesuiten, Berlin 1912
- Top Naeff: Der stumme Zeuge, Berlin 1908
- C. P. van Rossem: Femina, Berlin 1919
- Anna de Savornin Lohman: Fragensmüde, Leipzig 1907
- Josine Adriana Simons-Mees: Kaiserliche Hoheit. Berlin-Charlottenburg 1913 (übersetzt zusammen mit Rudolph Lothar)
- Spanische Novellen, Berlin 1908 (übersetzt zusammen mit Rosa Speyer)
- Oscar Wilde: Märchen. Berlin 1910
- Augusta de Wit: Feindschaft, Leipzig 1893
- Augusta de Wit: Die Göttin, die da harret, Leipzig 1908
- Augusta de Wit: Eine Mutter, Berlin 1908
- Augusta de Wit: Orpheus in der Dessa. Berlin 1905